# Poblado de Santo Tomás
Poblado de Santo Tomás är en ort i kommunen Santo Tomás i delstaten Mexiko i Mexiko. Samhället hade 108 invånare vid folkräkningen 2020.